# Reborn (disc)
Reborn és el vuitè àlbum d'estudi de Stryper i el primer disc amb material completament nou que posaven a la venda des d'Against the Law de 1990.
El so del disc és força contemporani i, per tant, queda una mica lluny de les gravacions clàssiques de la banda. Té influència del grunge i del rock alternatiu. És el primer disc amb el baixista Tracy Ferrie.
L'edició inicial va esdevenir de seguida una peça de col·leccionista, ja que les cançons 7, 8 i 9 apareixien a la llista de la coberta en un ordre que no correspon al del disc. Big 3 Records té la intenció de reeditar-lo sense aquest error tècnic.

## Llista de cançons
1. "Open your Eyes"
2. "Reborn"
3. "When Did I See You Cry"
4. "Make You Mine"
5. "Passion"
6. "Live Again"
7. "If I Die"
8. "Wait for You"
9. "Rain"
10. "10,000 Years"
11. "I.G.W.T."

## Músics
- Michael Sweet - veu i guitarra
- Oz Fox - guitarra
- Robert Sweet - bateria
- Tracy Ferrie - baix